# Ясенок-Подлубное
Ясенок-Подлубное — деревня в Тульской области России.
В рамках административно-территориального устройства входит в Коммунарский сельский округ Новомосковского района, в рамках организации местного самоуправления включается в муниципальное образование город Новомосковск со статусом городского округа.

## География
Расположена в 30 км к северу от Новомосковска. В 34 км от деревни проходит автодорога М4. В 100 метрах протекает река Аселок Шатского водохранилища.

## Население
| 2010 |
| ---- |
| 6    |

## История
В годы Великой Отечественной войны деревня была оккупирована гитлеровскими войсками.